# Quiet Internet Pager
Quiet Internet Pager (deutsch: stiller Internet-Bote) oder kurz QIP (gesprochen: „KU-IE-PE“ oder „KJU-AI-PIE“, oft auch einfach „Kwipp“) bezeichnet einen kostenlosen und werbefreien Instant Messenger aus Russland für ICQ und AOL Instant Messenger (AIM).

## Entwicklung und Geschichte
Die Entwicklung des Clients begann im Herbst 2004. Dabei legte der Entwickler großen Wert darauf, dass QIP keinesfalls überladen wirkt und nur die Grundfunktionen eines Messengers wie Senden und Empfangen beherrscht. Weder eine opulente grafische Oberfläche noch Soundwiedergabe waren ursprünglich geplant.
So entstand der Name „Quiet Internet Pager“.
Die erste Alpha-Version wurde Mitte Mai 2005 veröffentlicht, wonach zahlreiche Updates folgten.
Die Testphase wurde im Mai 2006 beendet.
Inzwischen liegen weitere Versionen für Windows Mobile und Symbian OS vor.
QIP wird in Delphi programmiert. Dabei kann der Quellcode nicht veröffentlicht werden, weil ein kommerzielles Modul integriert sei, wie der Entwickler bekannt gab.
Später wurde das Programm offiziell von Jannik Lex ins Deutsche übersetzt.

## Funktionen
Neben den normalen Funktionen von ICQ und AIM bietet QIP noch viele weitere Funktionen, die die Sicherheit bzw. den Komfort der Nutzung steigern sollen.
QIP informiert Benutzer, wenn man angeschrieben wird oder die Abwesenheitsnachricht (nur QIP 2005) gelesen wird. Dies geschieht durch ein sich einschiebendes Pop-up über der Taskleiste, was nach Belieben ausgeschaltet werden kann.
Empfangsbestätigungen sowie Verschlüsselung von Nachrichten (Letzteres nur zwischen QIP-Clients) sind möglich. Zum Schutz vor unerwünschten Nachrichten gibt es umfangreiche Einstellungsmöglichkeiten, zum Beispiel den Spam-Schutz. Den Client, die Version, die Client-Features und unter gewissen Voraussetzungen auch die IP-Adresse von Kontakten kann man sich anzeigen lassen (z. B. beim Dateitransfer). Dieser Datentransfer funktionierte zwischenzeitlich aufgrund der Umstellung des Clienten ICQ von Version 5.1 auf 6 kurzzeitig nicht, er ist aber mit Version 8040 wieder funktionsfähig.
Nachrichten können auch an die komplette Kontaktliste, bestimmte Gruppen oder wahlweise mehrere Kontakte geschickt werden. Die Kontakte, mit denen man sich unterhält, werden als Tabs behandelt, wodurch weitere geöffnete Fenster vermieden werden. Neben der Nutzung mehrerer ICQ-Konten kann man mit dem Client auch neue UINs registrieren.
Die Kontaktliste kann man so einstellen, dass sie stets im Vordergrund zu sehen ist, ohne dabei andere Anwendungen zu verdecken (Docking). Wie auch viele andere Instant-Messenger verfügt QIP über Skinfähigkeit.
Die Software verfügt über eine sogenannte Cheftaste. Eine Tastenkombination lässt sowohl die Kontaktliste als auch das Statusbild aus dem System Tray verschwinden. Die Verbindung wird dabei nicht unterbrochen und der Client kann zu beliebiger Zeit wieder sichtbar gemacht werden.
Man kann sich aus der Kontaktliste anderer Benutzer entfernen und erfährt umgekehrt, wenn andere Benutzer versuchen, sich aus der eigenen Kontaktliste zu entfernen.

## Versionen

### QIP 2012
Unter dem Namen QIP 2012 sind die Versionen QIP Infium und QIP 2010 zusammengefasst.
Sobald der erste offizielle Build von QIP 2012 erscheint, werden diese deshalb nicht mehr weiterentwickelt.
In QIP 2012 sind alle Fixes und Features, mit Ausnahme vom Interface, aus QIP 2010 enthalten. Der Rest basiert auf QIP Infium.
Am 7. Oktober 2011 wurde QIP 2012 offiziell veröffentlicht.

### QIP Infium
QIP Infium ist seit Mitte Juni 2007 als Beta-Version erhältlich.
Es unterstützt zwei neue Protokolle, XMPP und XIMSS, und mehrere Accounts in einem Fenster.
Des Weiteren gibt es nun ein Plugin-System und eine Synchronisation via Twitter und Facebook ist möglich. Am 19. Februar 2010 wurde die erste stabile Version von QIP Infium Build 9034 veröffentlicht.

### QIP 2010
QIP 2010 erschien am 5. April 2010, und gilt als Nachfolgeversion von QIP 2005. Dabei baut es auf QIP Infium auf, hat jedoch ein paar Einschränkungen bei den Features. User von QIP 2005 sollen mit der Version langsam an QIP Infium herangeführt werden, da die Entwicklung von diesen zwei komplett unterschiedlichen Projekten zu viel Zeit benötigt  und sich die Entwickler durch die Parallelen von QIP 2010 und QIP Infium sehr viel Arbeit sparen.

### QIP 2005
Die Zahl 2005 im Programmnamen bezeichnet das Jahr der ersten Veröffentlichung. Diese Version wurde seit Ende 2004 entwickelt. Inzwischen werden nur noch unregelmäßig Patches zum Beheben von Programmfehlern oder zum Anpassen des Programms bei Protokoll-Änderungen veröffentlicht.

### QIP PDA
QIP PDA wird seit Mitte 2006 von QIP-Erfinder Ilgam „Inf“ Zulkorneev und Alexander Smirnov programmiert.
Diese Version wurde für Windows Mobile entwickelt, eine Version namens QIP PDA Symbian für Symbian OS ist ebenso verfügbar.
Vom Aufbau ist die Version für mobile Endgeräte an QIP 2005 angelehnt, hat aber einen wichtigen Unterschied:
Es gibt die Möglichkeit, in einer späteren Version weitere Protokolle neben OSCAR zu integrieren.

## Entwicklungshistorie
| Name       | Version | Veröffentlichung   | Wichtigste Änderungen                                        |
| ---------- | ------- | ------------------ | ------------------------------------------------------------ |
| QIP 2005   | 8095    | 15. August 2010    |                                                              |
| QIP 2005   | 8098    | 5. Mai 2014        | Aktuelle Version: Sicherheits- und Stabilitätsaktualisierung |
| QIP Infium | 9040    | 27. August 2010    |                                                              |
| QIP Infium | 9042    | 22. Dezember 2010  |                                                              |
| QIP Infium | 9044    | 16. März 2011      | Aktuelle Version                                             |
| QIP 2010   | 4444    | 24. November 2010  |                                                              |
| QIP 2010   | 4798    | 23. Februar 2011   |                                                              |
| QIP 2010   | 4980    | 5. März 2011       |                                                              |
| QIP 2010   | 4983    | 9. März 2011       |                                                              |
| QIP 2010   | 5768    | 1. Juli 2011       |                                                              |
| QIP 2010   | 5890    | 18. Juli 2011      |                                                              |
| QIP 2010   | 6116    | 22. August 2011    | Aktuelle Version                                             |
| QIP 2012   | 7221    | 27. März 2012      |                                                              |
| QIP 2012   | 8921    | 12. Januar 2013    |                                                              |
| QIP 2012   | 9328    | 12. September 2013 |                                                              |
| QIP 2012   | 9346    | 10. Dezember 2013  |                                                              |
| QIP 2012   | 9354    | 17. Januar 2013    |                                                              |
| QIP 2012   | 9373    | 5. März 2014       |                                                              |
| QIP 2012   | 9375    | 4. Juni 2014       |                                                              |
| QIP 2012   | 9379    | 4. August 2014     |                                                              |
| QIP 2012   | 9380    | 25. November 2014  |                                                              |
| QIP 2012   | 9384    | 16. August 2017    |                                                              |
| QIP 2012   | 9387    | 23. August 2017    |                                                              |
| QIP 2012   | 9391    | 27. September 2017 |                                                              |
| QIP 2012   | 9395    | 26. März 2018      | Aktuelle Version                                             |